# Radoslav Večerka
Radoslav Večerka (18. dubna 1928 Brno – 15. prosince 2017 Brno) byl český jazykovědec, vysokoškolský pedagog, publicista, editor a literární vědec, který se zabýval slavistikou se zaměřením na paleoslovenistiku, slovanskou jazykovou komparistiku a dějiny slavistiky.

## Život
Vystudoval češtinu, rusistiku a slovanskou srovnávací jazykovědu na Filozofické fakultě Masarykovy univerzity v Brně. Jeho učiteli byli mj. paleoslovenista Josef Kurz, bohemisté František Trávníček a Adolf Kellner, indoevropeista Václav Machek a zakladatel české školy literární komparatistiky Frank Wollman. Již v období studií zahájil svou pedagogickou činnost jako asistent (1950–1952), po absolutoriu zůstal ve svazku fakulty (1952–1955 interní vědecký aspirant; 1955–1964 odborný asistent; 1964–1990 docent; 1994–2017 profesor slovanské jazykovědy a literární vědy, později emeritní). V roce 1952 získal doktorát filozofie, od 1957 kandidát filologických věd (CSc.), 1988 doktor filologických věd (DrSc.). V letech 1967–1968 byl proděkanem FF UJEP v Brně, 1990–1991 vedoucím Katedry českého jazyka na FF MU, 1990–1997 člen vědecké rady FF MU. Jako hostující profesor přednášel na univerzitách v Erlangenu, Münsteru, Regensburgu, Heidelbergu, Freiburgu im Breisgau (Německo), dále v Sofii, Veliko Tarnovo (Bulharsko), Budapešti, Szegedu (Maďarsko) a ve Vídni (Rakousko).

## Dílo
Jeho celoživotní vědecké zaměření je oborově orientováno především na paleoslovenistiku (se zvláštním zřetelem na syntax a lexikografii), dále zpracovává problematiku staroslověnštiny v širokých souvislostech kulturně historických a literárních, významné jsou také práce z oblasti slovanské komparatistiky, etymologie a dějin oboru.
Kromě své rozsáhlé pedagogické, badatelské, publikační, redakční a editorské činnosti patří k dlouholetým členům vědecké rady Slovanského ústavu AV ČR v Praze, Československého a později Českého komitétu slavistů i Komise pro staroslověnskou a církevněslovanskou lexikologii a lexikografii při Mezinárodním komitétu slavistů. Byl spoluorganizátorem mezinárodních sympozií o otázkách slovanské syntaxe na FF UJEP v letech 1961–1976, spoluredaktorem Sborníku prací FF brněnské univerzity (řada A jazykovědná), přednášel referáty na většině mezinárodních slavistických kongresů realizovaných po II. světové válce.
Je autorem a spoluautorem řady knih a nepřeberného množství odborných článků, vědeckých statí, studií, zpráv, recenzí, nekrologů, učebních textů, biograficko-bibliografických medailonů i jubilejních materiálů, uveřejňovaných v českých i zahraničních tiskovinách jak periodického, tak neperiodického charakteru. Od roku 1982 se podílí na vzniku Slovníku jazyka staroslověnského = Lexicon linguae paleoslovenicae, od 1990 také Etymologického slovníku jazyka staroslověnského.

## Ocenění
- 1995 Badatelská cena (Forschungspreisträger) Humboldtovy nadace v Bonnu
- 1999 Čestný doktorát Univerzity ve Freiburgu im Breisgau
- 2001 Čestný doktorát Univerzity v Sofii
- 2003 Cena města Brna v oboru společenské vědy
- 2004 Zlatá medaile Masarykovy univerzity[1]

## Výběrová bibliografie
- Postavení ruštiny mezi slovanskými jazyky (1957)
- Syntax aktivních participií v staroslověnštině (1961)
- Slovanské počátky české knižní vzdělanosti (1963)
- Základy slovanské filologie a staroslověnštiny (1966, 1968, 1977, 1980, 1991, 1993, 1996, 1997, 1998, 2001, 2002)
- Magnae Moraviae fontes historici I–IV (ed. L. E. Havlík, s D. Bartoňkovou a kol.; edice církevněslovanských pramenů s jejich překladem do češtiny, s filologickým komentářem a bibliografií : 1966, 1967, 1969, 1971; 2. rev. a rozš. vyd. I–2008, II–2010, III– 2011, IV-2013)
- Čítanka staroslověnských textů se slovníčkem (s J. Kurzem a L. Řeháčkem, 1967, 1970, 1977, 1980)
- Československé práce o jazyce, dějinách a kultuře slovanských národů od roku 1760 : biograficko-bibliografický slovník (s M. Kudělkou, Z. Šimečkem a kol.; autor medailonů 104 slavistů, 1972)
- Slavica na Universitě J. E. Purkyně v Brně / Filologie, literární věda, historiografie, uměnovědy (s F. Hejlem, M. Kopeckým, A. Lamprechtem, J. Veselým, A. Závodským a I. Dorovským; autor kapitol Slovanská filologie na filosofické fakultě, Paleoslovenistika na filosofické fakultě a 41 medailonů slavistů, 1973)
- Úvod do etymologie pro bohemisty i ostatní lingvisty (s A. Erhartem 1975; 2. vydání pod názvem Úvod do etymologie, 1981)
- Československá slavistika v letech 1918–1939 (s M. Kudělkou, Z. Šimečkem a V. Šťastným, 1977)
- Spisovný jazyk v dějinách české společnosti (1979, 1982)
- Základy slavistiky a rusistiky (s D. Šlosarem 1979, 1980, 1987)
- Čítanka ze slovanské jazykovědy v českých zemích (s D. Šlosarem a J. Nechutovou, 1982)
- Staroslověnština (1984)
- Staroslověnské texty (1987, 1988, 1990, 1993, 1996)
- Altkirchenslavische (altbulgarische) Syntax. Sv. 1–5 (za spolupráce F. Kellera a E. Weihera, 1989–2003, německy)
- Počátky písemnictví v českých zemích do poloviny 13. století. Literatura staroslověnská a latinská (1992)
- Staroslavjanskij slovar‘ po rukopisjam X–XI vekov (spoluredaktor celého díla s E. Bláhovou a R. M. Cejtlinovou; autor 7 kapitol; 2. vydání 1999, rusky)
- Slavica na Masarykově univerzitě v Brně / Literární věda, jazykověda, historiografie, uměnovědy (s I. Dorovským, V. Válkem a M. Čejkou; autor kapitoly Paleoslovenistika na filosofické fakultě a 44 medailonů slavistů, 1993)
- Die Anfänge der slavischen Sprachwissenschaft in den böhmischen Ländern (1996, německy)
- Česká slavistika v prvním období svého vývoje do počátku 60. let 19. století (s M. Kudělkou a Z. Šimečkem, 1995)
- Česká slavistika od počátku 60. let 19. století do roku 1918 (s M. Kudělkou a Z. Šimečkem, 1997)
- Staroslověnská čítanka (se Z. Hauptovou, 1997; 2. dopl. vyd. 2002; dotisk 2. vyd. 2004)
- Počátky slovanského písemného jazyka : studie z dějin staroslověnského písemnictví a jazyka do konce 11. století (1999)
- Encyklopedický slovník češtiny (ed. P. Karlík, M. Nekula, J. Pleskalová; autor 36 encyklopedických statí, 2002)
- K pramenům slov. Uvedení do etymologie (s A. Erhardem, E. Havlovou, I. Janýškovou a H. Karlíkovou, 2006)
- Staroslověnština v kontextu slovanských jazyků (2006)
- Vývoj slovanské jazykovědy v českých zemích (2006)
- Kapitoly z dějin české jazykovědné bohemistiky (ed. s J. Pleskalovou, M. Krčmovou a P. Karlíkem, 2007)
- Jazyky v komparaci 1. : nástin české jazykovědné slavistiky v mezinárodním kontextu (2008)
- Jazyky v komparaci 2 : charakteristiky současných slovanských jazyků v historickém kontextu (2009)
- Staroslověnská etapa českého písemnictví (2010)
- Opera Slavica et Palaeoslovenica Minora (2011)
- Slovník českých jazykovědců v oboru bohemistiky a slavistiky (2013)